# Stefan Zekorn
Stefan Zekorn (Datteln, 3 de outubro de 1959) é bispo auxiliar na diocese de Münster.

## Vida
O pai de Stefan Zekorn veio da paróquia de Groß Purden em Warmia e da mãe de Ratibor, na Silésia . Depois de terminar o ensino médio Petrinum em Recklinghausen, estudou teologia católica e filosofia na Universidade de Vestefália Wilhelms em Münster e teologia católica na Universidade Pontifícia Gregoriana em Roma . Em 8 de outubro de 1984, recebeu em Roma, através do Cardeal Meisner de Joachim, o sacramento da Ordem Sagrada para oDiocese de Münster .
De 1985 a 1987, Zekorn foi capelão na paróquia de St. Lawrence em Warendorf . Ele era então de 1987 a 1992 secretário pessoal e capelão do bispo de Münster. Além disso, Zekorn 1987 Domvikar na Catedral de São Paulo em Münster e promotor iustitae no conselho oficial episcopal em Münster. Em 1990, Zekorn Subsidiar na paróquia de St. Ludgerus em Münster-Albachten . Em 1992 ele estava no Wilhelms Universidade de Vestefália de doutor em teologia doutorado . De 1992 a 2006, Zekorn foi comoEspiritual no Collegium Borromaeum , o seminário da diocese de Münster, responsável pela educação espiritual e acompanhamento dos estudantes de teologia. De 1992 a 1994, ele também foi um cerimonial na Catedral de Münster. Em 2006, Zekorn tornou-se pastor na Marienbasilika em Kevelaer, diretor de peregrinação e capitão da catedral não-residente na catedral de Münster.
Em 3 de dezembro de 2010, o Papa Bento XVI o nomeou . a Bishop titular de Aquae Albae em Mauretania e Bishop auxiliar na diocese de Muenster.  Zekorn nasceu em 13 de fevereiro de 2011 na Catedral de Münster pelo Bispo Felix Genn bispo consagrada ; Os co- conselheiros foram o bispo de Limburg, Franz-Peter Tebartz-van Elst e o bispo de Essen Franz-Josef Overbeck , predecessor de Zekorn como bispo regional para a região de Münster / Warendorf. Zekorn também é comissário episcopal para a Igreja universal e canon residente.
Nos Conferência Episcopal Alemã , ele é um dos Comissão Doutrinal , a Comissão para a Igreja Internacional e seu Sub-Comissão sobre questões de desenvolvimento (esp. MISEREOR). 

## Publicações
- Serenidade e Refresco. Sobre a base e a forma da vida espiritual em Johannes Tauler (= Estudos sobre teologia sistemática e espiritual , Vol. 10). ( Dissertation , University of Muenster 1992), Echter, Würzburg 1993, ISBN 3-429-01516-2 .
- "Obediência e paz". Sobre a Espiritualidade do Sacerdote no Jornal Espiritual de João XXIII, em Reinhard Marx, Peter Schallenberg (ed.), "Você é a Epístola de Cristo". Sacerdócio no testemunho de theres de Lisieux, João XXIII e Romano Guardini, Paderborn: Boniface 1999 (contorno 1025), 43-60, ISBN 978-3-89710-102-9
- "... que Jesus pode estar lá". Espiritualidade na formação dos sacerdotes, em: Hans-Bernd Serries (ed.) Priest education concrete, Münster: Dialogverlag 2004, 86-106, ISBN 3-933144-94-9
- com Detlef Trefz (fotógrafo): Kevelaer ( livro ilustrado ). Aschendorff, Münster 2006, ISBN 978-3-402-00239-1 (alemão / holandês)
- com Johannes Schreiter : Mysterium crucis. As janelas de vidro de Johannes Schreiter na capela do seminário Borromaeum Münster - Mistério da Cruz . Schnell & Steiner, Regensburg 2006, ISBN 978-3-7954-1941-7
- com Hans-Günther Schneider: Kevelaer. Basílica de peregrinação de Santa Maria . Schnell & Steiner, Regensburg 2010, ISBN 978-3-7954-4824-0
- O "Santo descanso"? Comunidade cristã e seu futuro . Butzon & Bercker, Kevelaer 2007, ISBN 978-3-7666-0867-3
- É uma rosa. Natal abençoado, Kevelaer: Lahn-Verlag 2014, ISBN 3-7840-7855-9
- Como superar a violência contra as mulheres: crítica das tradições culturais em nome dos direitos humanos, em: Daniel Legutke (ed.) - Valores tradicionais: facilitando ou obstruindo os direitos humanos? Documentação da Conferência Internacional Lusaka, 25 a 27 de junho de 2015, Bona 2017, 16-20 (Grupo de pesquisa da Conferência Episcopal Alemã sobre Assuntos da Igreja Internacional, Projetos Vol. 25) ISBN 978-3-940137-77-7
- Mudança e conversão - Como a fé cristã trouxe mudança e transformação para pessoas e sociedades? em: Marko Kuhn (ed.) - O desenvolvimento precisa mudar - como pode ser alcançada a mudança ?, Bonn 2017, ISBN 978-3-926288-34-9
- Viver de forma diferente - viver mais. Os Conselhos Protestantes, Kevelaer: Butzon & Bercker 2017, ISBN 978-3-7666-2407-9

### como editor
- com Markus Trautmann: testemunhas de fé em Kevelaer . ( Série de livros ):
  - Arnold Janssen . Butzon & Bercker, Kevelaer 2007, ISBN 978-3-7666-0984-7 .
  - Madre Teresa . Butzon & Bercker, Kevelaer 2007, ISBN 978-3-7666-0986-1 .
  - Hendrina Stenmanns . Butzon & Bercker, Kevelaer 2008, ISBN 978-3-7666-1248-9 .
  - Werenfried van Straaten . Butzon & Bercker, Kevelaer 2010, ISBN 978-3-7666-1362-2 .
- com Christoph Hegge : Decidindo ser cristão. Testemunhos de celebridades da igreja e da sociedade . Butzon & Bercker, Kevelaer 2008, ISBN 978-3-7666-0969-4 .
- com Hans-Georg Nissing: surpreendido pelo ser humano. O pensamento do Papa João Paulo II . Butzon & Bercker, 2011, ISBN 978-3-7666-1546-6 .

## Links da Web
- Literatura de e sobre Stefan Zekorn (em alemão) no catálogo da Biblioteca Nacional da Alemanha
- Cheney, David M. «Bischof» (em inglês). Catholic-Hierarchy.org
- Biografie auf der Homepage des Bistums Münster
- Meldung auf der Homepage des Bistums Münster zur Ernennung von Stefan Zekorn zum Weihbischof
- Dr. Stefan Zekorn wird Weihbischof (Video des Bistums Münster)